# Seznam členů československého Federálního shromáždění po volbách v roce 1976
Toto je seznam členů Federálního shromáždění po volbách v roce 1976, kteří v tomto nejvyšším zákonodárném sboru ČSSR zasedali do voleb v roce 1981.

## Abecední seznam poslanců Sněmovny lidu
Včetně poslanců, kteří nabyli mandát až dodatečně při doplňovacích volbách (po rezignaci či úmrtí předchozího poslance). V závorce uvedena stranická příslušnost.

### A–H
- prof. Miloš Axman, zasl. um. (KSČ)
- Pavol Bahyl (KSS)
- prof. ing. Michal Baran,  CSc. (KSS)
- Ing. Andrej Barčák (KSS)
- Štefan Bartalos (bezpartijní)
- RSDr. Jan Baryl (KSČ)
- Ing. Jozef Belko (KSS)
- RSDr. Vasil Biľak (KSS)
- Adolf Bohuslav (KSČ)
- Ján Boroš (KSS)
- PhDr. Antonín Brabec (KSČ)
- Radomír Bubeník (KSČ)
- Jaromír Búřil (bezpartijní)
- Mária Bušíková (bezpartijní)
- Drahomíra Cabalková (KSČ)
- Miroslav Čapka (KSČ)
- prof.JUDr. Zdeněk Češka (KSČ)
- Václav David (KSČ)
- Vlastimil David (KSČ)
- Josef Doležal (KSČ)
- Mária Dubová (KSS)
- Ludmila Dvořáková bezpartijní)
- Ing. Martin Dzúr (KSS)
- Andrej Džupina (KSČ)
- Ing. František Exner (KSČ)
- Josef Fail (KSČ)
- Jozef Fekete (KSS)
- Mária Feketeová (bezpartijní)
- Božena Fialová (bezpartijní)
- Helena Flösslerová (bezpartijní)
- Gusta Fučíková (KSČ)
- Jana Gahurová (KSČ)
- JUDr. doc. Milan Grégr (KSČ)
- Josef Grolmus (KSS)
- Alena Grygarová (bezpartijní)
- akad. Vladimír Hajko (KSS)
- Jiřina Hájková (bezpartijní)
- RSDr. Jaroslav Hajn (KSČ)
- Marie Hánová (KSČ)
- Rozália Harciniková (bezpartijní)
- genpor. Július Hašana (KSČ)
- PhDr. Jaroslav Hejna (KSČ)
- Juraj Hlinka (KSS)
- Ing. Karel Hoffmann (KSČ)
- PhDr.genp. Václav Horáček (KSČ)
- Štefanie Horčičková (KSČ)
- Ing. Miloslav Hruškovič (KSS)
- Alois Hůla (KSČ)
- Ing. Václav Hůla (KSČ)
- Mária Humajová (KSS)
- Ing. Žofia Huspeninová (bezpartijní)

### CH–R
- Rudolf Chlad (ČSS)
- Ing. Bohuslav Chňoupek (KSČ)
- Alois Indra (KSČ)
- Pavel Ivanič (KSS)
- Josef Jägerman (KSČ)
- RSDr. Miloš Jakeš (KSČ)
- RSDr.doc. Ignác Janák (KSS)
- Stanislav Janda (ČSL)
- Věra Jandová (KSČ)
- Ing. Imrich Janec (KSS)
- František Kaduk (KSS)
- Jaroslav Kalkus (KSČ)
- Ing. Dana Kancírová (KSČ)
- Ing. doc. Antonín Kapek (KSČ)
- František Kliha (KSS)
- Libuše Kmeťová (bezpartijní)
- Vlasta Kohoutová (KSČ)
- Ján Konečník (KSS)
- Mária Kontríková (KSS)
- Stanislav Koranda (KSČ)[1]
- Josef Korčák (KSČ)
- Josef Koza (KSČ)
- Miroslav Kozák (KSČ)
- akad. Jaroslav Kožešník (KSČ)
- Ing. Anton Kožík (KSS)
- Hana Králíčková (KSČ)
- Vladimír Kratochvíl (ČSL)
- Jiří Krejsa (KSČ)
- Josef Kryll (KSČ)
- František Kubeš (KSČ)
- Florián Kubinský (KSS)
- Karel Kubrt (KSČ)
- JUDr. Bohuslav Kučera (ČSS)
- Jan Kučera (ČSS)[2]
- Ing. František Kugler (KSČ)
- Václava Kuželová (KSČ)
- JUDr. prof. Karol Laco,  DrSc. (KSS)
- Bohuslav Laštovička (KSČ)
- Drahomíra Leflerová (KSČ)
- RSDr. Jozef Lenárt (KSS)
- Ing. Leopold Lér,  CSc. (KSČ)
- Ján Lichner (SSO)
- Jaroslav Linhart (KSČ)
- Mária Lipianská (bezpartijní)
- Václav Lněnička (KSČ)
- prof.Ing. Karel Löbl,  DrSc. (ČSS)
- Július Lörincz (KSS)
- Čestmír Lovětínský (KSČ)
- Alexander Madarász (KSS)
- PhMr. Zdeněk Macháček (bezpartijní)
- Jan Machoň (ČSS)
- prof. Josef Malejovský (KSČ)
- Vlasta Malíková (KSČ)
- Jozef Malina (SSO)
- RSDr. Miroslav Mamula (KSČ)
- Ing. Ján Marko (KSS)
- Irena Márnotová (KSS)
- Ing. Josef Martinec (KSČ)
- Gabriela Matisová (bezpartijní)
- Anna Matuchová (bezpartijní)
- Adéla Matýsková (bezpartijní)
- Viléma Mičanová (bezpartijní)
- Ing. Dezider Michalík (KSS)
- Karel Michalski (KSČ)
- Oldřiška Mikundová (ČSS)
- Anna Minárová (KSS)
- Jozef Minďaš (KSS)
- Štefan Mlynár (bezpartijní)
- Alena Mokošínová (bezpartijní)
- Irena Moravčíková (bezpartijní)
- Štefan Mrázik (KSS)
- František Musil (KSČ)
- Josef Nágr,  CSc. (KSČ)
- RSDr. Richard Nejezchleb (KSS)
- Karel Neubert (politik) (KSČ)
- Hildegarda Niedobová (KSČ)
- Doc.PhDr. Jaromír Obzina,  DrSc. (KSČ)
- Margita Obžerová (bezpartijní)
- RSDr. František Ondřich (KSČ)
- Ján Pakán (KSS)
- Heribert Panster (KSČ)
- Miroslav Paruza (ČSS)
- Mária Paulechová (KSS)
- Václav Pešek (KSČ)
- Rostislav Petera (ČSL)
- František Petra ???[3]
- Růžena Petrů (bezpartijní)
- Jan Petřík (bezpartijní)
- prom.práv. Františka Pilátová (KSČ)
- František Pilnay (ČSS)
- Ján Pirč (KSS)
- RSDr. Vladimír Pirošík (KSS)
- Ing. František Pitra (KSČ)
- Josef Plojhar (ČSL)
- Květoslava Pokorná (bezpartijní)
- Josef Prchal (KSČ)
- František Protiva (ČSL)
- Václav Rabas (bezpartijní)
- Jan Rábel (ČSL)
- genpor. Jozef Remek (KSČ)
- Mária Ridziková (KSS)
- Michaela Richtarčíková (bezpartijní)
- PhDr. Ján Riško (KSS)
- Ing., doc. Rudolf Rohlíček (KSS)
- Anna Rozsypalová (KSČ)
- Ing. Rudolf Říman (KSČ)

### S–Z
- Lumír Sakmar (KSČ)
- Věra Seidlová (KSČ)
- Anna Skácelová (KSČ)
- Miloslav Slováček (KSČ)
- František Sodoma (ČSL)
- Marta Solčanská (bezpartijní)
- JUDr. Jaroslav Srb (ČSL)
- Ladislav Stejskal (KSČ)
- Josef Suber (KSČ)
- Dr. Otakar Svěrčina (KSČ)
- Ing. Ondrej Šaling (KSS)
- Juraj Šebóšik (KSS)
- Marie Šemberová (bezpartijní)
- Ing. Vladimír Šimek (ČSL)
- Jozef Škula (Strana slobody)
- Benjamín Šrenkel (bezpartijní)
- Helena Štecková (KSS)
- Václav Štix (bezpartijní)
- JUDr. Lubomír Štrougal (KSČ)
- Ladislav Švehla (KSČ)
- Elena Švehlová (bezpartijní)
- Oldřich Švestka (KSČ)
- Zdenka Švihálková (bezpartijní)
- Hana Tenglerová (bezpartijní)
- RSDr. František Tesař (KSČ)
- Ing. Stanislav Tichavský (KSČ)
- Richard Tichý (ČSL)
- František Toman (ČSL)
- Rozália Trencsíková (bezpartijní)
- Marie Tvrzníková (KSČ)
- MVDr. Miroslav Urban (KSČ)
- Pavol Urban (KSS)
- Ing. Věra Vacíková (KSČ)
- Ing. Jaroslava Vacková (KSČ)
- Dobromila Vávrová (KSČ)
- Jaroslav Venhauer (KSČ)
- Rudolf Vítek (KSS)
- Terezie Vlčková (ČSL)
- Věroslav Vondrouš (ČSS)
- Petr Votruba (bezpartijní)
- Stanislav Weinlich (KSČ)
- Jarmila Zadražilová (KSČ)
- Ing. Jindřich Zahradník (KSČ)
- Miroslav Zavadil (KSČ)
- Kateřina Zdvořáková (bezpartijní)
- doc.Dr. Jan Zelenka, CSc. (KSČ)
- JUDr. RSDr. Zdeněk Zuska (KSČ)
- JUDr. Michal Žákovič (Strana slobody)

## Abecední seznam poslanců Sněmovny národů
Včetně poslanců, kteří nabyli mandát až dodatečně při doplňovacích volbách (po rezignaci či úmrtí předchozího poslance). V závorce uvedena stranická příslušnost.

### A–H
- Margita Adamová (bezpartijní)
- Terézia Andrejová (bezpartijní)
- JUDr. Josef Andrš (ČSL)
- RSDr. doc. Pavel Auersperg,  CSc. (KSČ)
- MUDr. Irena Aulitisová (bezpartijní)
- Zita Babilonská (bezpartijní)
- Štefan Babinec (KSS)
- Antonie Bajerová (bezpartijní)
- Mária Baleszová (bezpartijní)
- Ernest Balog (SSO)
- RSDr. Mikuláš Beňo,  CSc. (KSS)
- Květoslava Bernášková (KSČ)
- Ing. Miloslav Blahník (KSČ)
- prof. Ing. Anton Blažej,  DrSc. (KSS)
- Václav Blažek (KSČ)
- Karel Bocek (KSČ)
- Ing. Miloslav Boďa (KSS)
- JUDr. Jaroslav Brabec (KSČ)
- Oldřich Burger (ČSS)
- prof. JUDr. Peter Colotka,  CSc. (KSS)
- Ing. Jozef Csémi (KSS)
- Michal Cyprich (KSS)
- Vincencia Čambalová (KSS)
- Pavla Čáslavská (KSČ)
- Ľudovít Černáček (KSS)
- Helena Čermáková (ČSS)
- Marie Čermáková (KSČ)
- Jaromír Čičmanec (KSS)
- Kamila Doležalová (KSČ)
- Vlastimil Ehrenberger (KSČ)
- Evžen Erban (KSČ)
- Vendelín Erős (KSS)
- Ing. Martin Fabík (KSS)
- Miroslav Fassati (ČSS)
- František Fejfuša (ČSL)
- Ing. Milan Felix,  CSc. (bezpartijní)
- PhDr. Jan Fojtík, CSc. (KSČ)
- Marie Formanová (ČSL)
- Vladimír Gašparovič (KSS)
- Viera Gogová (bezpartijní)
- RSDr. Václav Hájek (KSČ)
- Ing. Josef Haman (KSČ)
- prof.JUDr. Dalibor Hanes (KSS)
- Štefánia Hartiníková (KSS)
- Ing. Josef Havlín (KSČ)
- Antonín Himl (KSČ)
- Emil Hojnoš (Strana slobody)
- Karel Holub (ČSL)
- Irena Horečná (KSS)
- Vojtech Hučka (bezpartijní)
- Miroslav Hudeček (ČSL)
- Alois Huml (bezpartijní)
- Ladislav Hurdálek (KSČ)

### CH–R
- Stanislav Charvát (KSČ)
- Drahomíra Chodurová (KSČ)
- Ing. Róbert Chocholáček (bezpartijní)
- Ing. Helena Ivaničová (KSS)
- RSDr. Ján Janík (KSS)
- Ing. Pavol Jonáš (KSS)
- Ladislav Juhász (bezpartijní)
- Jozef Jurica (bezpartijní)
- Karol Jurík (KSS)
- Marie Kabrhelová (KSČ)
- RSDr. Bedřich Kačírek (KSČ)
- Ing. prof. Josef Kempný, CSc. (KSČ)
- Božena Kocinová (bezpartijní)
- PhDr. Samuel Kodaj (KSS)
- Mária Kolesárová (bezpartijní)
- Margita Kondrčíková (bezpartijní)
- Ján Konvit (bezpartijní)
- Ladislav Kopřiva (ČSL)
- JUDr. Ján Kováč (KSS)
- Ján Kováčik (KSS)
- Leopold Kovalčík (KSČ)
- Ing. Viliam Kožík, CSc. (KSS)
- Evžen Krauskopf (ČSL)
- Ing. Drahoslav Křenek (KSČ)
- Miroslav Kučera (ČSS)
- Božena Kudláčková (KSČ)
- Stanislav Kukrál (bezpartijní)
- Ing. akad. Bohumil Kvasil, DrSc. (KSČ)
- Libuše Kvasnicová (bezpartijní)
- Ján Lazor (bezpartijní)
- JUDr. Nina Lefflerová (KSS)
- Emília Lechanová (bezpartijní)
- Zdeňka Lietavská (bezpartijní)
- doc. PaedDr. Matej Lúčan (KSS)
- Ludmila Lužová (ČSS)
- Božík Macek (KSČ)
- Imrich Mandli (KSS)
- Ján Marčák (KSS)
- JUDr. RSDr. Vladimír Mařík (politik) (KSČ)
- Ing. doc. Jaroslav Mašek,  CSc. (KSČ)
- RSDr. Josef Mevald (KSČ)
- Vojtech Mihálik (KSS)
- Irena Mrvová (bezpartijní)
- Ing. genmjr. Anton Muržic (KSS)
- Jaroslav Navrátil (KSČ)
- Helena Nemcsková (bezpartijní)
- Veronika Nemcová (bezpartijní)
- PhDr. Zdenko Nováček, CSc. (KSS)
- Štefan Opálek (KSS)
- Milan Paluga (KSS)
- Ing. Július Pápai (bezpartijní)
- Lambert Pargáč (KSS)
- Ing. Eva Peterková (bezpartijní)
- Marta Petrová (bezpartijní)
- Ladislav Pípa (bezpartijní)
- Marie Plíšková (KSČ)
- Jozef Polák (SSO)
- prom.ped. Jindřich Poledník (KSČ)
- Jan Pravda (ČSS)
- Jan Procházka (KSČ)
- Rudolf Prukner (KSČ)
- Zdeněk Pšenička (KSČ)
- Zdeněk Půček, CSc. (KSČ)
- Gregor Puškáš (KSS)
- Alexander Renczes (KSS)
- RSDr. Emil Rigo (KSS)
- Jiřina Richtrová (KSČ)
- Michal Rusnák (KSS)
- Ing. genplk. Karel Rusov (KSČ)
- Zdeňka Řídká (ČSS)

### S–Z
- doc. Michal Sabolčík,  CSc. (KSS)
- Jan Sedláček (ČSS)
- Július Slivenský (KSS)
- Michal Slivka (bezpartijní)
- Ing. Věra Stočková (bezpartijní)
- František Stütz (KSČ)
- Zdeněk Sytný (KSČ)
- PhDr. Viliam Šalgovič,  CSc. (KSS)
- Ema Šarišská (bezpartijní)
- Jozef Šepeľa (KSS)
- Ing. Josef Šimon (KSČ)
- RSDr.doc. Gejza Šlapka,  DrSc. (KSS)
- Václav Štáfek (KSČ)
- Michal Štanceľ (KSS)
- Michal Šucha (KSS)
- Ladislav Šupka (KSČ)
- MUDr.prof. Bedřich Švestka,  akad. (KSČ)
- Jan Tencian (KSČ)
- Ferdinand Tomášik (Strana slobody)
- Anna Toušová (ČSS)
- Emil Trávníček (KSČ)
- prof.MUDr. Tomáš Trávníček,  CSc. (KSČ)
- Ing. Juraj Turošík (KSS)
- Eugen Turzo (KSS)
- Helena Uhlířová (bezpartijní)
- Oľga Vacková (KSS)
- Vasil Valo (KSČ)
- Vladimír Vedra (KSČ)
- František Veselý (KSČ)
- Magdaléna Vojteková (KSS)
- Zdeněk Vomastek (KSČ)
- Gizela Zabová (KSS)
- Dezider Zagiba (KSS)
- René Zahradník (KSČ)